# Prirechni (Adiguesia)
Prirechni (del ruso: Приречный) es un pueblo (posiólok) del raión de Maikop en la república de Adiguesia de Rusia. Está 9 km al noroeste de Tulski y 4 km al sur de Maikop, la capital de la república. Tenía 321 habitantes en 2010
Pertenece al municipio de Krasnoktiabrski.